# Привреда Бугарске
Привреда Бугарске функционише на принципима слободног тржишта, има велики приватни сектор и мањи јавни. Бугарска је индустријска земља са више средњим приходима према Светској банци, Европској унији, Светској трговинској организацији, организацији за европску безбедност и сарадњу и организација за црноморску економску сарадњу. Бугарска привреда је забележила значајан раст (416%) почев од 13,15 милијарди долара (номинално, 2000) и достигавши процењени бруто домаћи производ од 67,9 милијарди долара (процењени 2019) или 171,185 милијарди, БДП по становнику од 24.595 УСД (процена 2019), просечна бруто месечна зарада од 1349 лева (690 евра, децембар 2019) и нето просечна месечна зарада (прилагођена животним трошковима) од 1505 УСД (2019). Национална валута је лев, везан за евро по стопи од 1,95583 лева за 1 евро. Лев је најјача и најстабилнија валута у источној Европи.
Најјачи сектори у привреди су енергетика, рударство, металургија, машиноградња, пољопривреда и туризам. Примарни индустријски извоз су одећа, гвожђе и челик, машине и рафинисана горива.
Софија је главни град и економско срце Бугарске и дом већине највећих бугарских и међународних компанија које послују у земљи, као и бугарске народне банке и берзе.
Пловдив је други по величини град и има једну од највећих привреда у Бугарској.
Варна је трећи по величини град у Бугарској и највеће градско и приморско одмаралиште на бугарском приморју. Варна је међу бугарским градовима са најбољим економским учинком и најбржим растом.
Бугарска привреда се значајно развила у последњих 26 година, упркос свим потешкоћама након распада Савета за узајамну економску помоћ 1991. Почетком 1990-их, спори темпо приватизације у земљи, контрадикторне владине пореске и инвестиционе политике и бирократија задржали су директна страна улагања међу најнижим у региону. Укупна страна улагања од 1991. до 1996. износила су 831 милион долара.
У децембру 1996. Бугарска се придружила Светској трговинској организацији. После тога, међутим, у годинама од 1997. Бугарска је почела да привлачи значајне стране инвестиције. Само у 2004. страним компанијама је уложено преко 2,72 милијарде евра. Године 2005. економисти су приметили успоравање директног страног улагања на око 1,8 милијарди евра, што се углавном приписује крају приватизације главних државних предузећа.
Након придруживања Европској унији 2007. Бугарска је забележила врхунац страних инвестиција од око шест милијарди евра. Ниска продуктивност и конкурентност на европском и светском тржишту, због неадекватног финансирања истраживања и развоја, и даље остају значајна препрека страним улагачима. Ипак, према најновијем годишњем извештају института за економска истраживања бугарске академије наука, просечна зарада у Бугарској је четвртина просечне зараде у Европској унији и требало би да буде два пута већа када у формули се израчунава продуктивност рада.
Током Светске економске кризе, Бугарска је забележила пад своје привреде за 5,5% 2009. године, али је брзо обновила позитиван ниво раста на 0,2% 2010, за разлику од осталих балканских земаља. Међутим, раст је и даље био слаб током наредних година, а БДП је достигао ниво пре кризе тек 2014.

## Историја

### Почетак 20. века и до 1990.
Прва модерна фабрика у Бугарској основана је у Сливену 1836; од тада, а посебно после 1860-их, привреда Бугарске у целини била је у успону, што се нарочито осетило почетком 20. века, а посебно 1920-их. Током 1930-их, бугарска привреда је описана као привреда војно везана за Немачку. Почетком четрдесетих година, када је Немачка почела да губи Други светски рат, бугарска привреда је претрпела пад. У целини, период између 1880-их и 1945. године обележила је снажна индустријализација (током 17. и 18. века Бугарска је имала углавном неразвијену индустрију, а пољопривреда, занатство и делимично трговина били су једини развијени индустријски сектори). Током ере социјализма, бугарска привреда је наставила да се индустријализује, иако се трговина на слободном тржишту знатно смањила, пошто су иницијативе на приватном тржишту постале регулисане државом. Ипак, бугарска привреда је остварила значајан укупни напредак у модернизацији путне инфраструктуре, авионског превоза, као и развоју туристичког сектора изградњом туристичких одмаралишта дуж обале Црног мора и планинских региона.
Од краја Другог светског рата до распрострањене промене режима у источној Европи у новембру 1989. године, бугарска комунистичка партија вршила је потпуну економску, социјалну и политичку контролу у Бугарској. Партија је на власти 1944. године означила почетак економских промена ка планској привреди. За то време Бугарска је следила совјетски модел економског развоја ближе од било које друге чланице источног блока, док је постала једна од првих чланица Савета за узајамну економску помоћ. Нови режим је преусмерио тип привреде са претежно аграрног на индустријски менаџмент, истовремено подстичући пресељење радне снаге са села у градове, обезбеђујући тако раднике за новоизграђене индустријске комплексе великих размера. Истовремено, фокус бугарске међународне трговине пребацио се са централне на источну Европу и СССР.
Ове нове политике резултирале су импресивним почетним стопама економског развоја. Бугарска привреда је веома личила на привреду Совјетског Савеза. Централизовано планирање у совјетском стилу, формирано узастопним петогодишњим планским периодима, тамо је имало непосреднијих користи у поређењу са осталим источноевропским државама у којима се први пут примењивало почетком педесетих година. Током послератног периода, економском напретку је у значајној мери помагао и ниво унутрашње политичке стабилности који није био виђен у другим источноевропским земљама током истог периода. То је представљало промену на бугарској политичкој сцени, јер су политичке турбуленције биле уобичајене пре успона бруто домаћег производа на власт.
Без обзира на то, почетком раних 1960-их, бугарска привреда је мучила низак капитал и продуктивност рада, као и скупи материјални улози. Разочаравајућим стопама раста дошао је висок степен економских експеримената. Ово експериментисање одвијало се у социјалистичком економском оквиру, мада се никада није приближило тржишно заснованој привреди.
Крајем 1980-их, наставак лоших економских перформанси појачао је економске потешкоће. До тада су погрешно усмеравање и ирационалност економске политике граничних прелаза постали сасвим јасни. Бугарска привреда драматично се смањила након 1987. године, мало пре него што се Савет за узајамну економску помоћ, са којим се бугарска привреда тесно интегрисала, распустио 1991. године. Тодор Живков је 10. новембра 1989. разрешен дужности дугогодишњег партијског лидера и шефова држава. Комунистички режим је уступио место демократским изборима и влади. За разлику од комунистичких партија у већини других источноевропских држава, Бугарска социјалистичка партија задржала је власт победом на првим слободним националним изборима у јуну 1990. То су омогућиле промене у руководству странке, програму, смањењу њене моћи и други потези који су омогућили економску преоријентацију ка тржишном систему. Ова тешка транзиција у комбинацији са политичком неодређеношћу и неприпремљеношћу бугарског народа за друштвене и економске промене довела је до драматичног погоршања економских услова током раних 1990-их.

### 1990—2000.
Економски перформанси драматично су опали почетком деведесетих година након распада Савета за узајамну економску помоћ и губитка совјетског и саветног тржишта, за које је земља била у потпуности везана. Такође, као резултат политичких немира са првим покушајима поновног успостављања демократског политичког система и слободне тржишне привреде, животни стандард је опао за око 40%, а тек је почео да се стабилизује након 1998. након пада Жана Виденова и социјалистичке владе. Поново је достигао ниво пре 1989. до јуна 2004. године.
Први знаци опоравка показали су се 1994. када је БДП порастао за 1,4%. Овај напредак настављен је растом од 2,5% у 1995. Инфлација, која је порасла на 122% 1994. године, пала је на нормалне стопе од 32,9% 1995. Током 1996, међутим, привреда је пропала за време владе Жана Виденова. То је било због неспособности Бугарске социјалистичке партије да уведе виталне економске реформе и неуспеха у постављању законодавних стандарда за банкарске и финансијске институције, чиме је форсиран нестабилан банкарски систем. Све ово је довело до стопе инфлације од 311%, и пада лева. На пролеће 1997. прореформска коалиција Уједињених демократских снага на власт је дошла са својом амбициозном економском реформом које су укључивале увођење режима валутног одбора, о чему су се договорили Међународни монетарни фонд и Светска банка, што је омогућило привреди да се стабилизује. Током 2000-их забележен је сталан темпо раста и вишкови буџета, али климава инфлација.
Успешне директне стране инвестиције и узастопне владе показале су посвећеност економским реформама и одговорном фискалном планирању које су у великој мери допринеле бугарској привреди, са историјском просечном стопом раста од 6% годишње. Корупција у јавној управи и слабо правосуђе и даље су дугорочни проблеми, а присуство организованог криминала и даље је веома високо.
Иако су политичари гарантовали да Светска економска криза крајем 2000-их неће погодити Бугарску, привреда је у том периоду претрпела пад од 5,5% БДП-а. Незапосленост је порасла за најмање пет четвртина доносећи најгору рецесију у Бугарској од почетка 1990-их. Ипак, економске прилике нису биле сувише тешке у поређењу са остатком Европе.

### Реформе деведесетих и раних 2000-их
Чланови владе су обећали да ће кренути даље у готовини и масовној приватизацији након ступања на дужност у јануару 1995, али су споро деловали. Санкције Уједињених нација против Србије и Црне Горе и Ирака (1990—2003), два најзначајнија трговинска партнера у земљи, тешко су погодиле бугарску привреду. Први знаци опоравка појавили су се 1994. године када је БДП растао и када је инфлација падала. Први круг масовне приватизације коначно је започео у јануару 1996, а аукције су почеле крајем те године. Други и трећи круг вођени су на пролеће 1997. под новом владом. У јулу 1998. године, влада коју су водили УДФ и Међународни монетарни фонд постигли су споразум о трогодишњем зајму вредном око 800 милиона долара, који је заменио четрнаест месечних споразума који је истекао у јуну 1998. Зајам је коришћен за развој финансијских тржишта, побољшање програма социјалне заштите, јачање пореског система, реформу пољопривредног и енергетског сектора и даљу либерализацију трговине. Европска комисија је у свом извештају о земљи из 2002. препознала Бугарску као функционалну тржишну привреду, признајући напредак владе премијера Ивана Костова у правцу тржишно оријентисаних реформи.

### Опоравак кризе из фебруара 1997.
У априлу 1997. године, Унија демократских снага (СДС) победила је на превременим парламентарним изборима и увела систем валутног одбора Међународног монетарног фонда који је успео да стабилизује привреду. Троцифрена инфлација из 1996. и 1997. уступила је место званичном привредном расту, али су прогнозери предвидели убрзани раст у наредних неколико година. Владин програм структурних реформи укључује:
1. приватизацију и, по потреби, ликвидацију државних предузећа;
2. либерализацију пољопривредних политика, укључујући стварање услова за развој тржишта земљишта;
3. реформу програма социјалног осигурања у земљи; и
4. реформу за јачање извршења уговора и борбу против криминала и корупције.

Упркос реформама, слаба контрола над приватизацијом довела је многа успешна државна предузећа до банкрота. Влада СДС такође није успела да заустави растући негативни салдо рачуна, који је од тада наставио да расте, достигавши негативну вредност од 12,65 милијарди долара 2008. Влада изабрана 2001. обавезала се да ће одржати основне циљеве економске политике које је усвојио њен претходник 1997, посебно: задржавање валутног одбора, спровођење здравих финансијских политика, убрзавање приватизације и спровођење структурних реформи. Обе владе нису успеле да примене здраве социјалне политике.
Економија је заиста почела да се развија између 2003. и 2008. године, а бројке раста брзо су порасле, флуктуирајући између цифара од чак 6,6% (2004) и 5,0% (2003). У последњој предкризној 2008. бугарска привреда брзо је расла на 6,0%, упркос значајном успоравању у последњем кварталу.

### Део Европске уније
Бугарска је ушла у Европску унију 1. јануара 2007. што је довело до неке непосредне либерализације међународне трговине, али није било изненађења за привреду. Влада је остварила повећање годишње изнад 3%. Ова чињеница, заједно са годишњим растом БДП-а од преко 5%, довела је до државне задужености на 22,8% БДП-а 2006. у односу на 67,3% пет година раније. Ниске каматне стопе гарантовале су расположивост средстава за улагање и потрошњу. На пример, процват на тржишту некретнина започео је око 2003. године. Истовремено, годишња инфлација у привреди била је променљива и током 2003—2007. када је забележила најнижи ниво од 2,3%, а највиши од 7,3%. Ово представља претњу приступању земље еврозони. Министарски савјет Републике Бугарске првобитно је планирао да уведе евро након 2015. иако би то свакако морала да уради као услов за чланство. Са политичке тачке гледишта, постоји трговина између економског раста и стабилности потребне за рано приступање монетарној унији. Бугарска је по глави паритета куповне моћи БДП и даље само око половине просека Европске уније, док земље номиналног БДП по становнику износи око 20% просека Европске уније. Међутим, Бугарска заузима 38. место (2015) на листи, више од већине других источноевропских држава, и 40. место (2012) по индексу економске слободе света, надмашивши Белгију, Шпанију, Пољску, Мађарску, Португал. Бугарска такође има најниже стопе пореза на доходак физичких и правних лица у ЕУ, као и други најнижи јавни дуг свих држава чланица Европске уније са 16,2% БДП-а 2010.

### Економски пад након међународне финансијске кризе
Земља је претрпела тежак почетак 2009. године, након прекида испорука гаса у руско-украјинском гасном спору. На губитку је била индустријска производња, као и јавне услуге, откривајући превелику зависност Бугарске од руских сировина. Светска финансијска криза 2007. почела је да врши притисак на раст и запосленост у последњем кварталу 2008. Тржиште некретнина се зауставило и очекује се да ће раст бити знатно нижи.
Током 2009. године, мрачне прогнозе за ефекте светске кризе на бугарску привреду у великој мери су се оствариле. Иако није најтеже погођена земља, Бугарска је забележила своје најгоре економске резултате од пада 1997. године. БДП се смањио за око 5%, а незапосленост је скочила. Потрошња и стране инвестиције драматично су опале и смањиле раст 2010. на 0,3%. Незапосленост је и даље константно висока и износи око 10%.

### Нова влада и фискална дисциплина
Влада Бојка Борисова изабрана 2009. предузела је кораке за обнову економског раста, покушавајући да одржи строгу финансијску политику. Фискална дисциплина коју је успоставио министар финансија Ђанков показала се успешном и заједно са смањеном буџетском потрошњом ставила је бугарску привреду на место са стабилним, мада полаганим растом усред светске кризе. Standard & Poor's је 1. децембра 2009. надокнадио инвестиције Бугарске, што је чини једином државом у Европској унији која је те године добила позитивну надоградњу. У јануару 2010. Moody's Investors Service је ситуацију прогласила из „стабилне” у „позитивну”.
Очекивало се да ће се Бугарска придружити еврозони 2013, али након пораста одређене нестабилности у зони она задржава своје позиције према евру. Бугарска тренутно чланство у еврозони сматра превише ризичним. Истраживање трансатлантских трендова 2012. показало је да 72% Бугара не одобрава економску тадашњу политику коју је спроводила влада странке ГЕРБ и премијер Бојко Борисов.

## Подаци

### Подаци
Следећа табела приказује главне економске показатеље у периоду 1980—2017. Инфлација испод 2% је у зеленој боји.
| Година | БДП   | БДП по глави становника | БДП раст | Стопа инфлације (у процентима) | Незапосленост (у процентима) | Биланс буџета (у % БДП-а) | Државни дуг (у % БДП-а) |
| ------ | ----- | ----------------------- | -------- | ------------------------------ | ---------------------------- | ------------------------- | ----------------------- |
| 1980   | 39.6  | 4,497                   | 5.7%     | n/a                            | n/a                          | n/a                       | n/a                     |
| 1981   | 45.7  | 5,168                   | 5.3%     | 0%                             | n/a                          | n/a                       | n/a                     |
| 1982   | 50.5  | 5,701                   | 4.2%     | 2.8%                           | n/a                          | n/a                       | n/a                     |
| 1983   | 54.1  | 6,087                   | 3.0%     | 2.8%                           | n/a                          | n/a                       | n/a                     |
| 1984   | 58.6  | 6,585                   | 4.6%     | 2.8%                           | n/a                          | n/a                       | n/a                     |
| 1985   | 61.5  | 6,911                   | 1.8%     | 2.8%                           | n/a                          | n/a                       | n/a                     |
| 1986   | 66.1  | 7,426                   | 5.3%     | 2.7%                           | n/a                          | n/a                       | n/a                     |
| 1987   | 70.9  | 7,978                   | 4.7%     | 2.7%                           | n/a                          | n/a                       | n/a                     |
| 1988   | 75.2  | 8,480                   | 2.4%     | 2.5%                           | n/a                          | n/a                       | n/a                     |
| 1989   | 77.7  | 8,807                   | −0.5%    | 6.4%                           | 0.0%                         | n/a                       | n/a                     |
| 1990   | 73.3  | 8,358                   | −9.1%    | 23.9%                          | 2.9%                         | n/a                       | n/a                     |
| 1991   | 67.6  | 7,777                   | −10.8%   | 335.5%                         | 6.8%                         | n/a                       | n/a                     |
| 1992   | 63.3  | 7,360                   | −8.4%    | 82.0%                          | 13.2%                        | n/a                       | n/a                     |
| 1993   | 57.3  | 6,736                   | −11.6%   | 72.8%                          | 15.8%                        | n/a                       | n/a                     |
| 1994   | 56.4  | 6,707                   | −3.7%    | 96.0%                          | 14.1%                        | n/a                       | n/a                     |
| 1995   | 56.6  | 1,511                   | −1.6%    | 62.1%                          | 11.4%                        | n/a                       | n/a                     |
| 1996   | 53.0  | 6,448                   | −8.0%    | 123.0%                         | 11.0%                        | n/a                       | n/a                     |
| 1997   | 53.1  | 6,502                   | −1.6%    | 1,061.2%                       | 14.0%                        | n/a                       | n/a                     |
| 1998   | 56.3  | 6,943                   | 4.9%     | 18.7%                          | 12.4%                        | 1.2%                      | 76.5%                   |
| 1999   | 56.8  | 7,042                   | 0.5%     | 2.6%                           | 13.8%                        | 0.2%                      | 79.4%                   |
| 2000   | 61.0  | 7,483                   | 5.0%     | 10.3%                          | 18.1%                        | -0.6%                     | 73.9%                   |
| 2001   | 64.7  | 8,195                   | 3.8%     | 7.4%                           | 17.5%                        | -0.6%                     | 67.6%                   |
| 2002   | 69.6  | 8,870                   | 5.9%     | 5.8%                           | 17.4%                        | -0.6%                     | 53.8%                   |
| 2003   | 74.5  | 9,555                   | 5.2%     | 2.3%                           | 13.9%                        | 0.0%                      | 45.8%                   |
| 2004   | 81.5  | 10,498                  | 6.4%     | 6.1%                           | 12.2%                        | 1.6%                      | 38.1%                   |
| 2005   | 90.0  | 11,660                  | 7.1%     | 6.0%                           | 10.2%                        | 2.2%                      | 28.7%                   |
| 2006   | 99.1  | 12,904                  | 6.9%     | 7.4%                           | 9.0%                         | 3.2%                      | 22.8%                   |
| 2007   | 109.2 | 14,297                  | 7.3%     | 7.6%                           | 6.9%                         | 3.1%                      | 17.6%                   |
| 2008   | 118.1 | 15,521                  | 6.0%     | 12.0%                          | 5.7%                         | 2.7%                      | 14.7%                   |
| 2009   | 114.7 | 15,164                  | -3.6%    | 2.5%                           | 6.9%                         | -0.9%                     | 14.6%                   |
| 2010   | 117.6 | 15,666                  | 1.3%     | 3.0%                           | 10.3%                        | -3.8%                     | 14.1%                   |
| 2011   | 122.3 | 16,694                  | 1.9%     | 3.4%                           | 11.4%                        | -1.8%                     | 14.4%                   |
| 2012   | 124.7 | 17,120                  | 0.0%     | 2.4%                           | 12.4%                        | -0.4%                     | 16.7%                   |
| 2013   | 127.5 | 17,600                  | 0.5%     | 0.4%                           | 13.0%                        | -1.8%                     | 17.2%                   |
| 2014   | 132.3 | 18,373                  | 1.8%     | -1.6%                          | 11.5%                        | -3.7%                     | 26.4%                   |
| 2015   | 138.4 | 19,344                  | 3.5%     | -1.1%                          | 9.2%                         | -2.8%                     | 25.6%                   |
| 2016   | 145.5 | 20,474                  | 3.9%     | −1.3%                          | 7.7%                         | 1.6%                      | 27.4%                   |
| 2017   | 153.8 | 21,817                  | 3.8%     | 1.2%                           | 6.3%                         | 0.8%                      | 23.3%                   |
| 2018   | 162.3 | 23,155                  | 3.2%     | 2.6%                           | 5.2%                         | 0.1%                      | 20.5%                   |

Приход или потрошња домаћинства у процентуалном уделу:
- најнижих 10%: 2,9%
- највиших 10%: 25,4% (25,4)

Расподела породичног дохотка – Џини коефицијент: 36,6% (2013).
Стопа раста индустријске производње: 11,3% (треће тромесечје).
Електрична енергија:
- производња: 45,7 TWh (2006)
- потрошња: 37,4 TWh (2006)
- извоз: 7,8 TWh (2006)
- увоз: 0 TWh (2006)

Електрична енергија – производња по извору:
- фосилно гориво: 47,8%
- хидро: 8,1%
- нуклеарна: 44,1%
- остало: 0% (2001)

Уље:
- производња: 3.000 bbl/дан (2005)
- потрошња: 131.400 bbl/дан (2005)
- извоз: 51.000 (2005)
- увоз: 138.800 (2004)
- доказане резерве: 15 милиона bbl (1. јануара 2006)

Природни гас:
- производња: 407.000 cu m (2005)
- потрошња: 5,179 милијарди cu m (2005)
- извоз: 0 cu m (2005)
- увоз: 5,8 милијарди cu m (2005)
- доказане резерве: 5,703 милијарде cu m (1. јануара 2006)

Пољопривреда – производи: поврће, воће, дуван, стока, вино, пшеница, јечам, сунцокрет, шећерна репа.
Стање текућег рачуна: -5,01 милијарде $ (2006)
Резерве девиза и злата: 11,78 милијарди $ (2006)
Курсна листа:
| Године | 2000 | 2001 | 2002 | 2003 | 2004 | 2005 | 2006 | 2007 |
| ------ | ---- | ---- | ---- | ---- | ---- | ---- | ---- | ---- |
| Курс   | 2.12 | 2.18 | 2.08 | 1.73 | 1.58 | 1.57 | 1.56 | 1.43 |

## Сектори

### Индустрија и грађевинарство
Већи део бугарске индустрије из комунизма био је тешка индустрија, иако су биохемикалије и рачунари били значајни производи почев од 1980-их. Будући да је бугарска индустрија била прилагођена совјетским тржиштима, крај Совјетског Савеза и Варшавски пакт изазвали су озбиљну кризу 1990-их. Након што је показао свој први раст од комунистичке ере 2000. године, бугарски индустријски сектор је полако, али стабилно растао почетком 2000-их. Међутим, учинак појединих производних индустрија је неуједначен. Прерада хране и дувана патили су од губитка совјетских тржишта и нису одржавали довољно високе стандарде да би се такмичили у западној Европи. Прерада текстила углавном је опала од средине 1990-их, иако је извоз одеће непрекидно растао од 2000.
Прерада нафте имала је губитке 1990-их због континуираног извозног тржишта и куповине рафинерије Бургас од стране руског нафтног гиганта Лукоил. Хемијска индустрија је и даље у добром стању, али је подложна промени цена природног гаса. Раст црне металургије, којом доминира Kremikovtsi Metals Combine, одложен је сложеним процесом приватизације и застарелом капиталном опремом. Обојена металургија је напредовала јер је топионицу бакра у Пирдопу купио белгијски Union Minière du Haut-Katanga и зато што су извозна тржишта била повољна.
Крај савеза Варшавског пакта и губитак тржишта Трећег света били су озбиљни ударци на одбрамбену индустрију. Почетком 2000-их, план за опстанак ове индустрије укључивао је надоградњу производа како би задовољили западна тржишта и кооперативну производњу са руским компанијама. Електронска индустрија, која је такође била конфигурисана 1980-их да служи совјетским тржиштима, није била у стању да се такмичи са западним произвођачима рачунара. Индустрија се сада ослања на уговоре са европским фирмама и привлачење страних инвестиција. Аутомобилска индустрија је престала са производњом аутомобила, камиона и аутобуса. Производња виљушкара, специјалност у доба комунизма, такође је заустављена. Раних 2000-их бродоградња је напредовала на главним приморским градовима Варне и Русе због страног власништва (Русе) и приватизације (Варна).
Тек последњих година производња електронике и електричне опреме поново је достигла виши ниво. Највећи центри укључују Софију, Пловдив и околину, Ботевград, Стару Загору, Варну, Правец и многе друге градове. Производе се кућни апарати, рачунари, CD-ови, телефони, медицинска и научна опрема. Године 2008. електроничка индустрија је испоручила више од 260 милиона долара извоза, пре свега компонената, рачунара и потрошачке електронике.
У многим фабрикама производња транспортне опреме још увек не раде пуним капацитетом. Производе возове (Бургас, Дрјаново), трамваје (Софија), колица (Дупница), аутобусе (Ботевград), камионе (Шумен), камионе (Пловдив, Лом, Софија, Ловеч). Ловеч има фабрику за производњу аутомобила. Русе служи као главни центар за пољопривредне машине. Бугарска производња оружја углавном послује у централној Бугарској (Казанлак, Сопот, Карлово).
Производња у грађевинарству драматично је опала 1990-их, јер је индустријска и стамбена изградња опала, али је опоравак започео почетком 2000-их. Сектор, којим доминирају приватне фирме, наставио је са страним програмима изградње који су довели до просперитета у комунистичкој ери. Фирма Glavbolgarstroy има велике грађевинске пројекте у Казахстану, Русији и Украјини, као и домаће уговоре.
Једна од највећих румунских инвестиција у Бугарској је у грађевинској/малопродајној индустрији, тачније робној марки Budmax у продавницама грађевинског материјала (у власништву Arabesque).

### Енергија
Бугарска се ослања на увозну нафту и природни гас (од којих већина долази из Русије), заједно са домаћом производњом електричне енергије из хидроелектрана на угљен и нуклеарком Козлодуј. Бугарска увози 97% свог природног гаса из Русије. Економија остаје енергетски интензивна јер су се поступци очувања споро развијали. Земља је главни регионални произвођач електричне енергије. Бугарска је произвела 38,07 милијарде kWh електричне енергије 2006. Домаћа индустрија производње електричне енергије, која је приватизована 2004. продајом каматама из Европе, Јапана, Русије и Сједињених Америчких Држава, има проблем застареле опреме и слабе агенције за надзор. Како би решила проблем, влада је 2008. основала државно енергетско холдинг друштво (Bulgarian Energy Holding) састављено од гасне компаније Bulgargaz, Bulgartransgaz, електропривредне компаније NEK EAD, нуклеарне електране у Козлодују. Држава има 100% удела у холдинг компанији. Бугарска има око 64 мале хидроелектране, које заједно производе 19 процената произведене снаге у земљи.
Нуклеарна електрана Козлодуј, која је 2005. године снабдевала више од 40 процената бугарске електричне енергије, има слабу улогу, јер два од преостала четири реактора (два су затворена 2002. године) морају су бити затворени 2007. како би била у складу са стандардима Европске уније. Очекивало се да ће Козлодуј, који је извезао 14 процената своје производње 2006, престати са свим извозом 2007. Изградња дуго одлагане нуклеарне електране Белене настављена је 2006, али није завршена до 2011. године.
Истраживање нафте се вршило у Црном мору и на румунској граници, али главни бугарски приход од нафте је од транзитних праваца исток-запад и север-југ. Бургас је главна бугарска нафтна лука на Црном мору. Највећу бугарску рафинерију нафте, Neftochim, купио је руски нафтни гигант Лукоил 1999, а модернизован је 2005. године. Једини значајан ресурс угља у Бугарској је неквалитетни лигнит, углавном из државних комплекса Марица-Изток и Бобов Дол, који се користи у локалним термоелектранама.
Термоелектране дају значајну количину енергије, при чему је већина капацитета концентрисана у комплексу Марица-Изток. Највеће термоелектране су:
- Марица Изток 2 — 1450 MW
- Варна — 1260 MW
- Марица Изток 3 — 870 MW
- Бобов Дол — 630 MW
- Русе Изток — 600 MW
- Марица Изток 1 — 650 MW

Пројекат изградње додатног блока 670 MW за термоелектрану Марица Изток 1 500 MW завршен је 3. јуна 2011, износио је 1,4 милијарде долара.
Бугарска је рангирана као мањи произвођач нафте (97. у свету) са укупном производњом од 3520 bbl/дан. Истраживачи су открили прво бугарско нафтно поље у близини Туленова 1951. Доказане резерве износе 15.000.000 bbl (2.400.000 m3)   . Производња земног гаса заустављена је крајем 1990-их. Доказане резерве природног гаса износе 5663 bln. cu m. Рафинерија нафте Лукоил Нефточим највеће је рафинеријско постројење у Бугарској са годишњим приходима који прелазе више од 4 милијарде лева (2 милијарде евра).
Последњих година бележи се стални пораст производње електричне енергије из обновљивих извора енергије као што су ветар и соларна енергија. Енергија ветра има велике изгледе, са до 3400 MW потенцијала инсталираног капацитета. Бугарска управља са више од 70 ветротурбина укупног капацитета 112,6 MW, а повећала је њихов број готово троструко како би достигла укупан капацитет од 300 MW 2010.
Од 2010. до 2017. увоз отпада за производњу енергије повећао се готово пет пута. Европска комисија је од 2014. финансирала инсталирање постројења за когенерацију топлоте и електричне енергије из горива добијеног од смећа које ће се налазити у Софији. Године 2017. бугарско Министарство животне средине и вода известило је Базелску конвенцију да је Бугарска увезла 69.683 тоне отпада за спаљивање у облику RDF, SRF, претходно обрађеног мешовитог отпада и мешане контаминиране пластике. Од марта 2021. године, укупна количина тона отпада који се годишње увози је суштински непозната.

### Услуге и туризам
Иако се допринос услуга бруто домаћег производа (БДП) више него удвостручио у посткомунистичкој ери, значајан део тог раста остварен је у владиним службама, а квалитативни ниво услуга увелико варира. Бугарски банкарски систем, који је био слаб у првим посткомунистичким годинама, био је потпуно реформисан крајем 1990-их, укључујући јачи надзор бугарске народне банке и постепену приватизацију. Године 2003. банкарски систем је у потпуности приватизован, а значајна консолидација је систем учинила ефикаснијим 2004. Неколико мањих банака је значајно порасло између 2004. и 2006. године. Ови процеси повећали су поверење јавности у банке. Иако систем још увек захтева консолидацију, активност кредита становништву и предузећима повећала се почетком 2000-их. Индустрија осигурања је нагло расла од тржишне реформе 1997. године, уз помоћ страних фирми. Пример је бугарска осигуравајућа група, пензиони фонд и друштво за управљање осигурањем у власништву холандско-израелске компаније TBI Holding и европске банке за обнову и развој. Увођењем планова здравственог и пензијског осигурања проширио се приватни сектор осигурања. Низ реформских закона раних 2000-их омогућио је бугарској берзи да започне редован рад. Од 2005. године активност на берзи била је ограничена недостатком транспарентности, иако је стопа раста порасла почетком 2004.
Након пада 1990-их, у 21. веку туристичка индустрија је нагло расла. Године 2016. Бугарску је посетило око 10 милиона странаца, у поређењу са 4 милиона 2004. и 2,3 милиона 2000. Овај тренд заснован је на бројним дестинацијама, ниским трошковима и рестаурацији објеката. Већи део индустрије приватизован је до 2004. године. Предмети инфраструктуре као што су рекреативни објекти и услуге резервације захтевају побољшање. Развој бугарског малопродајног сектора био је спор све до раних 2000-их, када је почео да се појављује велики број локала западног стила, а Софија се развила као малопродајни центар. До 2006. године неколико главних европских малопродајних ланаца отворило је продавнице, а други су планирали да уђу на бугарско тржиште.
Бугарска је имала значајна улагања од странаца који купују некретнину или за сопствену употребу или за инвестирање. Године 2006. више од 29% имовинских уговора потписали су странци, од којих су више од половине били британски држављани. Разне компаније, попут Bulgarian Dreams, активно су пласирале бугарске некретнине купцима у иностранству.
Године 2007. Бугарску је посетило 5.200.000 туриста, заузевши 39. место у свету. Туристи из Грчке, Румуније и Немачке чине 40% посетилаца. Значајан број британских (+300.000), руских (+200.000), српских (+150.000), пољских (+130.000) и данских (+100.000) туриста такође посећује Бугарску. Већину њих привлаче различити пејзажи, очувано историјско и културно наслеђе и рурална и планинска подручја.
За Ускрс 2018. године забележено је око 90% румунских туриста у Варни, једној од највећих туристичких локација у Бугарској.
Главне дестинације укључују главни град Софију, обална одмаралишта Сунчев брег, Албена, Созопол, Свети Влас; зимовалишта Банско, Пампорово, Чепеларе и Боровец. Арбанаси и Боженци су сеоска туристичка одредишта са добро очуваним етнографским традицијама. Остале популарне атракције су Рилски манастир из 10. века и дворац Еукиноград из 19. века.

### Пољопривреда, шумарство и рибарство
У комунистичко доба бугарска пољопривреда била је у великој мери централизована, интегрисана са индустријама повезаним са пољопривредом. У посткомунистичкој ери процес враћања пољопривредног земљишта приватним власницима био је у облику који осигурава спору продуктивност. Инвестиције банака и несигурност на тржишту земљишта допринели су успореном развоју током 1990-их. До 2004. око 98 процената радне снаге и производње бугарског пољопривредног сектора било је приватно, укључујући низ великих приватних задружних предузећа. Значајна количина хране такође се производи за директну потрошњу од стране не пољопривредника на малим парцелама, што је важна подршка деловима становништва. Године 2000. и 2003. суше су ограничиле пољопривредну производњу, а поплаве су имале исти ефекат 2005. Главне пољске културе у Бугарској су пшеница, кукуруз и јечам. Главне индустријске културе су шећерна репа, сунцокрет и дуван. Парадајз, краставци и паприка најважнији су извоз поврћа. Производња јабука и грожђа, највећих бугарских производа од воћа, смањила се од комунизма, али је извоз вина знатно порастао. Најважније врсте стоке су говеда, овце, живина, свиње и биволи, а главни млечни производи су јогурт, крављи и овчји сир. Бугарска је 13. највећи светски произвођач овчијег млека, 15. највећи произвођач дувана и 13. највећи произвођач малина у Европи. Специјализована опрема износи око 25.000 трактора и 5500 комбајна са флотом лаких авиона.
Процењено је да је 2004. године једна трећина бугарске копнене масе била покривена шумама, од чега је око 40 процената четинара. Између 1980. и 2000, шумска површина повећала се за 4,6 процената. Године 2002. укупно је пожњевено 4800 тона дрвне грађе, од чега је 44 процената дрво за огрев и 20 процената дрво целулозе. Иако су номинални државни дрвни стандарди веома строги, 2004. процењено је да је 45 посто бугарске дрвне грађе илегално евидентирано због корупције у шумарској служби. Око 7,5 посто шума је заштићено од сваке употребе, а 65 посто је одређено за еколошку и комерцијалну употребу. Године 2005. око 70 процената укупних шумских ресурса оцењено је као економско исплативо.
Откако је Бугарска 1995. зауставила пуцање на отвореном мору, земља је увозила све веће количине рибе. Индустрија узгоја рибе (посебно јесетра) проширила се почетком 2000-их, а нека побољшања животне средине у Црном мору и Дунаву, главним изворима рибе, повећају потражњу наредних година. Међутим, улов из тих извора нагло се смањио последњих деценија. Године 2004. само неколико врста рибе било је доступно на домаћем тржишту. Између 1999. и 2001. године, укупан бугарски улов рибе, дивљег и узгајаног, опао је са 18.600 на 8100 тона, али је 2003. порастао на 16.500.
Производња најважнијих усева (према организацији за храну и пољопривреду) 2006. (у '000 тона) износила је: пшенице 3301,9; сунцокрет 1196,6; кукуруз 1587,8; грожђе 266,2; дуван 42,0; парадајз 213,0; јечам 546,3; кромпир 386,1; паприка 156,7; краставци 61,5; трешње 18,2; лубенице 136,0; купус 72,7; јабуке 26,1; шљиве 18,0; јагоде 8.8.

### Рударство и минерали
Бугарска рударска индустрија опала је у посткомунистичкој ери. Многи депозити су и даље неразвијени због недостатка савремене опреме и слабог финансирања. Рударство је допринело мање од два процента БДП-а и ангажовало мање од три процента радне снаге почетком 2000-их. Бугарска има следеће процењене депозите металних минерала: 207 милиона тона руде гвожђа, 127 милиона тона руде мангана, 936 милиона тона руде бакра, 238 милиона тона руде хрома и 150 милиона тона руде злата. Неколико бугарских минерала се вади комерцијално; 80 посто експлоатације врши се површинским ископавањем. Вађење гвожђа у Кремиковцима и другде није довољно за подршку домаћој индустрији челика, али лежишта бакра, олова и цинка у потпуности снабдевају индустрију обојене металургије. Британска фирма има истражне руднике злата у Диканиту и Горноселтси, а домаћи рудник бакра и злата ради у Челопечу. Око 50 неметалних минерала је присутно у значајним количинама. Значајне количине уранијума присутне су на планинама Родопи, али у последњих десет година нису вађена.
Упркос лошим резултатима рударског сектора, продуктивност се повећала последњих година. Рударство је и даље један од најважнијих извора зараде од извоза и још увек значајно доприноси економском расту. Рударска индустрија вреди 760 милиона долара и, заједно са сродним индустријама, запошљава 120.000 људи. Растуће глобалне цене злата, олова и бакра 2010, као и улагања у производњу цинка и угља, подстакли су економски раст у рударском сектору након финансијске кризе 2007. Од 2010. године Бугарска се налази на 19. месту највећих светских произвођача угља, 9. највећег произвођача бизмута, 19. највећег произвођача бакра и 26. највећег произвођача цинка. У Европи је земља на четвртом месту у производњи злата и на шестом у производњи угља.
Рудник и прерада бакра Elatsite, изграђен за време владавине Влка Червенкова, заузима место једног од највећих у југоисточној Европи. Годишње извади 13 милиона тона руде, производећи око 42.000 тона бакра, 1.6 тона злата и 5.5 тона сребра.
Црна металургија има велики значај. Већи део производње челика и гвожђа одвија се у Кремиковци и Стомани челика у Пернику, са трећим металуршком базом у Дебелту. У производњи челика по глави становника, држава је на челу Балкана.
Највеће рафинерије за олово и цинк послују у Пловдиву, Крџали и Новом Искару; бакра у Пирдопу и Елисејну; за алуминијум у Шумену. У производњи многих метала по становнику, као што су цинк и гвожђе, Бугарска је на првом месту у источној Европи.

### Инфраструктура
Бугарски национални путеви су укупне дужине 40.231 km (24.998 mi), од чега 39.587 km (24.598 mi) су асфалтирани. Аутопутеви у Бугарској, попут Тракије, Хемуса, Струме и Марице, побољшавају се и издужују на укупну дужину од 760 km (470 mi) од новембра 2015. Железнице су главни начин теретног превоза, иако аутопутеви имају све већи удео терета. Бугарска такође има 6.238 km (3.876 mi) железничке пруге и изградила је брзу железницу до 2017, по цени од 3 милијарде евра. Софија и Пловдив су главна седишта за ваздушни саобраћај, док су Варна и Бургас главне поморске трговачке луке.
Бугарска има широку, али застарелу телекомуникациону мрежу која захтева значајну модернизацију. Телефонска услуга је доступна у већини села, а централни дигитални магистрални вод повезује већину региона. Тренутно постоје три активна оператора мобилне телефоније А1 Бугарска, Теленор и Виваком. Од 2000. године догодио се брзи пораст броја корисника Интернета, са 430.000 порастао је на 1.545.100, 2004. и 3,4 милиона (стопа пенетрације 48%) 2010. Године 2017. корисници Интернета у Бугарској чине 4,2 милиона људи (стопа продирања 59,8%). Бугарска је имала трећу најбржу просечну брзину широкопојасног интернета на свету, после Румуније и Јужне Кореје, 2011. Године 2017. Бугарска заузима 27. место на свету на графикону просечне брзине преноса са 17,54 Mbit/s, заузима 31. место на свету на графикону просечних месечних трошкова широкопојасног приступа са 28,81 долара и заузима 18. место на свету по брзини/трошку са чак 0,61.

### Наука и технологија
Бугарска је 2010. године потрошила 0,25% свог БДП-а на научна истраживања што представља један од најнижих научних буџета у Европи. Хронична недовољна улагања у сектор од 1990. приморала су многе научне стручњаке да напусте земљу. Као резултат тога, бугарска привреда има ниске резултате у погледу иновација, конкурентности и извоза високе додане вредности. Ипак, Бугарска је 2002. године заузела осмо место на свету по укупном броју функција информационо-комуникационог система и стручњака, надмашивши земље са далеко већом популацијом, управља јединственим суперрачунаром у региону Балкана, IBM Blue Gene, септембра 2008.
Бугарска академија наука је водећа научна институција у земљи и запошљава већину бугарских истраживача у својим бројним огранцима. Главна подручја истраживања и развоја су енергија, нанотехнологија, археологија и медицина. Генерал-мајор Георги Иванов који је 1979. летео на Сојуз 33, Бугарска је постала шеста држава на свету која има астронаута у свемиру. Применила је сопствене експерименте на различитим мисијама, попут дозиметара РАДОМ-7 на Међународној свемирској станици и свемирском стакленику (бугарски изум) на свемирској станици Мир. Влада је 2011. најавила планове за поновно покретање свемирског програма производњом новог микросателита и придруживањем европској свемирској агенцији.
Од јуна 2017. Бугарска ће имати свој први геостационарни комуникациони сателит. Булгарија Сат-1 је геостационарни комуникациони сателит којим управља Bulsatcom, а производи га SSL, заснован на свемирски доказаној сателитској платформи SSL 1300. Булгарија Сат-1 је први у историји државног геостационарног комуникационог сателита на бугарском орбиталном положају и дизајниран је да пружа услуге директног до куће и услуге комуникације података на Балкану и другим европским регионима. На овај начин Бугарска ће бити међу осталим европским земљама са својим сателитима, и то Белорусија, Француска, Грчка, Италија, Луксембург, Норвешка, Русија, Шпанија, Шведска, Турска и Велика Британија.
Захваљујући великом извозу рачунарске технологије у Савету за узајамну економску помоћ, Бугарска је 1980-их постала позната као силицијумска долина Источног блока.

## Рад
Године 2005. радна снага процењена је на 3,3 милиона; 2004. 11 посто је радило у пољопривреди, 33 посто у индустрији и 56 посто у услугама. Стопа незапослености била је двоцифрена током читаве посткомунистичке ере, достигавши високу тачку од 19 процената 2000. Од тада се стопа знатно смањила отварањем нових радних места у приватним и државним предузећима. Године 2005. званично је било 11,5 процената, у поређењу са 16,9 процената на крају 2002. Међутим, 2003. године процењено је да је 500.000 Бугара било незапослено, али нису званично пребројани јер нису тражили посао. У јануару 2005. влада је повећала минималну зараду за 25 процената, на 90 америчких долара месечно. Највећи синдикати су Podkrepa (Подршка) и конфедерација независних синдиката у Бугарској. Они представљају рад у националном савету за трипартитно партнерство, у којем се придружују представницима владе и предузећа како би разговарали о питањима рада, социјалне сигурности и животног стандарда. Синдикати су били важна политичка снага у паду режима Живкова. У касну јесен 2016. пријављена је стопа незапослености од 7%. Влада је 2016. повећала минималну зараду на 215 евра месечно. На крају 2016. просечна месечна зарада је око 480 евра месечно, али постоје разлике у регионима земље. Просечна месечна бруто зарада достигла је вредност од 530 евра у марту 2017. Према најновијем годишњем извештају института за економске студије бугарске академије наука, просечна зарада у Бугарској је само четвртина (1/4) просечне зараде у ЕУ и требало би да буде два пута већа када се продуктивност радне снаге израчунава у формули.

## Валута и инфлација
Јединица валуте Бугарске је лев. Октобра 2006. амерички долар вредео је 1,57 лева. Године 1999. вредност лева везана је за вредност немачке марке, која је 2001. замењена евром. Након пријема Бугарске у ЕУ, лев би требало да буде замењен евром.
Године 2003. стопа инфлације у Бугарској процењена је на између 2,3 и 3 процента. Стопа је износила 6 процената 2004. и 5 процената 2005. Године 2015. и 2016. забележен је минимални ниво дефлације.

## Порез, државни буџет и дуг
Од 1. јануара 2008. порез на доходак за све грађане утврђен је на паушалној стопи од 10%. Овај паушални порез једна је од најнижих стопа дохотка на свету и најнижа стопа дохотка у Европској унији. Реформа је урађена у тежњи за већим растом БДП-а и већим стопама наплате пореза. Неки су то назвали револуцијом, али промене су наишле на благе дискусије и неке протесте погођене радничке класе. Предлог је модификован како би омогућио надокнаду губитка због промена у пореској формули. Порез на добит предузећа такође износи 10% од 1. јануара 2007, што је такође међу најнижим у Европи. Тренутно се ово опорезивање задржава док су друге земље повисиле порез током кризе. Међутим, већина државних прихода долази од ПДВ-а и акциза, али удео прихода и пореза на добит у приходима се повећава.
Године 2005. процењени државни приходи Бугарске износили су 11,2 милијарде америчких долара, а процењени државни расходи, укључујући капиталне издатке, износили су 10,9 милијарди америчких долара, што је донело суфицит од 300 милиона америчких долара. Године 2004. приходи су износили 10,1 милијарди америчких долара, а расходи 9,7 милијарди америчких долара, за суфицит од 400 милиона америчких долара.
Након политичких промена, Бугарска је 1991. године имала 11,25 милијарди америчких долара државног дуга, што је представљало 180% БДП-а. Државни дуг је достигао врхунац 1994, када је достигао 14,4 милијарде америчких долара. Током 1998—2008. Бугарска је одржавала политику буџетских суфицита, што је смањило државни дуг на 5,07 милијарди евра. У комбинацији са економским растом у том периоду, државни дуг је пао на рекордно ниских 13,7% БДП-а, једног од најнижих у Европској унији. Године 2008. Бугарска је такође одржавала 4286 милијарди евра фискалне резерве, што значи да је нето државни дуг у овом тренутку износио само 0,784 милијарде евра. Након светске финансијске кризе 2007. Бугарска се окренула политици буџетског дефицита и на крају 2013. државни дуг порастао је на 7219 милијарди евра, што представља 18,1% БДП-а. Године 2015. стопа дуга се додатно повећала на 26,7% БДП-а, и даље остајући трећа најнижа у ЕУ након Естоније и Луксембурга. Део повећања изазван је колапсом Корпоративне комерцијалне банке 2014, четврте банке по величини у земљи, и накнадним исплатама загарантованих депозита.

## Спољноекономски односи
Деведесетих година Бугарска се постепено удаљавала од зависности од тржишта у бившој совјетској сфери, повећавајући извоз у Европску унију. Године 1999. Бугарска се придружила средњоевропском споразуму о слободној трговини, са чијим је чланицама (Хрватска, Чешка, Мађарска, Пољска, Румунија, Словачка и Словенија; Македонија је додата 2006) успоставила важне трговинске односе. Међутим, пријем свих осим Хрватске и Румуније у ЕУ смањио је значај Централноевропског уговора о слободној трговини. Године 2004. око 54 процената увозне трговине Бугарске и 58 процената њене извозне трговине било је са земљама чланицама ЕУ. Бугарска има билатералне споразуме о слободној трговини са Албанијом, Хрватском, Естонијом, Израелом, Летонијом, Литванијом, Македонијом, Молдавијом и Турском.
Почетком 2000-их, угљоводонична горива су и даље била важан увоз, иако се почетком касних 1990-их удео тих роба у укупном увозу значајно смањио, са 29 процената 1996. на 13 процената 2004. Током тог периода, диверзификација увозних производа побољшала се како се повећавао обим машина и опреме, потрошачких производа и аутомобила. Велики проценат увоза отпада на сировине попут платна, руде метала и нафте, које се прерађују и поново извозе. Најважнији увоз у 2005. години били су машине и опрема, метали и руде, хемикалије и пластика, горива и минерали. Главни извори увоза, према редоследу обима, били су Немачка, Русија, Италија, Турска и Грчка. Године 2005. највећа извозна тржишта у Бугарској, по редоследу обима, била су Италија, Немачка, Турска, Грчка и Белгија. Најважнија извозна роба била је одећа, обућа, гвожђе и челик, машине, опрема и горива. Године 2005. извоз Бугарске износио је 11,7 милијарди америчких долара, а увоз 15,9 милијарди америчких долара, што је изазвало трговински дефицит од 4,2 милијарде америчких долара. Трговински дефицит је посебно тежак са Русијом, где су се тржишта бугарске робе драстично смањила почетком 2000-их.
У првој половини 2006. године Бугарска је имала дефицит текућег рачуна од 2,3 милијарде америчких долара, што је значајно повећање у односу на дефицит у истом периоду 2005. године, који је износио око 1,4 милијарде америчких долара. Њен трговински дефицит износио је 2,78 милијарди америчких долара, директне стране инвестиције износиле су 1,8 милијарди америчких долара, а салдо финансијског рачуна био је 2,29 милијарди америчких долара. Средином 2006. године укупни платни биланс износио је 883 милиона америчких долара, у поређењу са 755 милиона америчких долара за исти период 2005.
Велики бугарски спољни дуг представљао је економски терет током читаве посткомунистичке ере. Крајем 2005. Бугарска је пријавила спољни дуг од 15,2 милијарде америчких долара, раст вредности, али смањење као проценат бруто домаћег производа (БДП) у поређењу са 2002. и претходним годинама. Као проценат БДП-а, спољни дуг је остао константан између 2004. и 2005.
Почев од касних 1990-их, улагања са запада и Русије знатно су допринела опоравку од економске кризе 1996—97, али стопа улагања и даље је нижа од оне у другим земљама Источне Европе. Године 2003. највећи национални извори страних директних инвестиција, према редоследу обима, били су Аустрија, Грчка, Немачка, Италија и Холандија. Године 1997. белгијска компанија Solve купила је Deny Soda Combine, а 1999. Лукоил из Русије је купио рафинерију нафте Neftochim у Бургасу. Union Minière du Haut-Katanga, белгијска рударска компанија, купила је велико постројење за топљење бакра у Пирдопу, дајући важан подстицај бугарској обојеној металургији. Бројне стране компаније инвестирале су у индустрију хемијских ђубрива и прераду хране почетком 2000-их, Кина је инвестирала у бугарску електронску индустрију. Склопљени су неки уговори о сарадњи за производњу делова за возила. Немачки Дајмлер има уговор о ажурирању бугарских војних транспортних возила између 2003. и 2015. Француска компанија Ербас хеликоптери има билатерални протокол који укључује разне машине, рачунарски софтвер и друге индустријске производе. Године 2004. бугарске резерве нафте привукле су интересовање компаније Melrose Resources из Единбурга. Руски гигант за природни гас, Гаспром, обећао је улагање у бугарску инфраструктуру за природни гас у замену за повећану куповину свог производа. Израелски конзорцијум од три компаније договорио се 2004. да ради са домаћом компанијом Overgas (која је у половичном власништву Гаспрома) на великој дистрибутивној мрежи природног гаса у Бугарској. Године 2005. три европска конзорцијума предала су понуде за изградњу нуклеарне електране Белене. Један од таквих инвеститора је италијански енергетски конзорцијум ENEL, који је такође власник термоелектране Марица Изток 3. Године 2006. руска компанија Гаспром лицитирала је против неколико европских енергетских компанија за власништво над новоприватизованим регионалним системима грејања, а аустријска Petromaxx Energy Group уложила је 120 милиона америчких долара у нову рафинерију нафте у Силистри.
У децембру 1996. Бугарска се придружила Светској трговинској организацији. Почетком 1990-их спори темпо приватизације у Бугарској, контрадикторне владине пореске и инвестиционе политике и бирокрација држали су стране инвестиције међу најнижим у региону. Укупна директна страна улагања од 1991. до 1996. износила су 831 милион долара. Међутим, у годинама од 1997. Бугарска је почела да привлачи значајне стране инвестиције. Само у 2004. години стране компаније су инвестирале преко 2,72 милијарде евра. Године 2005. економисти су приметили успоравање страних директних инвестиција на око 1,8 милијарди евра, што се углавном приписује крају приватизације главних државних предузећа. Након придруживања ЕУ 2007, Бугарска је забележила врхунац страних инвестиција од око 6 милијарди евра.

## Разни подаци
Бугарска домаћинства која имају приступ Интернету код куће.
Подаци о употреби ICT у домаћинствима и од стране појединаца заснивају се на годишњем узорку који је део статистичког програма европске заједнице. Методологија и статистички алати су у потпуности усклађени са захтевима Еуростата и одредбом бр. 808/2004 европског парламента и савета. Циљ истраживања је прикупљање и ширење поузданих и упоредивих информација о употреби информационих и комуникационих технологија у домаћинствима на европском нивоу и обухвата следеће теме:
- приступ и употреба ICT система од стране појединаца и/или у домаћинствима;
- коришћење интернета у различите сврхе од стране појединаца и/или у домаћинствима;
- ICT сигурност;
- ICT компетенција;
- е-трговина;
- препреке за употребу ICT и интернета;
- уочени ефекти употребе ICT на појединце и/или у домаћинствима.